# Limonia ectopa
Limonia ectopa är en tvåvingeart som beskrevs av Alexander 1967. Limonia ectopa ingår i släktet Limonia och familjen småharkrankar. Inga underarter finns listade i Catalogue of Life.